# Jordbävningen i Valparaíso 1906
 Valparaísojordbävningen 1906 var en stark jordbävning som drabbade Valparaíso, Chile den 16 augusti 1906 klockan 19:55 lokal tid. Epicentrum låg ute till havs utanför Valparaísoregionen, och dess intensitet uppskattades till cirka 8,2 MW.
Stora delar av staden förstördes och stor skada orsakades i centrala Chile från Illapel till Talca. Jordbävningen kunde kännas från Tacna, Peru till Puerto Montt i södra Chile. Rapporter sa att jordbävningen varade i fyra minuter. En tsunami utlöstes också, och jordbävningen dödade uppskattningsvis 3 886 personer.
Jordbävningen förutspåddes av kapten Arturo Middleton, ledare för den chilenska arméns meteorologiska avdelning, i ett brev som publicerades i El Mercurio, en vecka före skalvet.
Amiral Luis Gómez Carreño beordrade att skjuta minst 15 personer, som greps för plundring efter jordbävningen. En kommitté för återuppbyggnad bildades några veckor senare. Den seismologiska tjänsten i Chile infördes också, med Fernand de Montessus de Ballore  som ledare.
Före jordbävningen,  finns det register om jordbävningar som drabbade Valparaiso 1647, 1730 och 1822.

## Bakgrund

Sydamerikas västkust är en typisk subduktionszon.

Chile ligger ovanpå en konvergens, där Nazcaplattan under Stilla havet flyttas under den Sydamerikanska plattan. I regionen kring Valaparaiso är graden av konvergens cirka 70 millimeter per år. Då plattorna konvergeras, drivs Nazcaplattan genom en massiv flyttning kallad Mega-thrust-jordbävningar. 1906 var en av flera stora jordbävningar i Chile 1906 vid denna platta. 
Hänvisning till Neptunus konunktion med månen, Kapten Arturo Middleton, ledare för the chilenska arméns meteorologiska avdelning, förutspår jordbävningen i ett brev som publicerades i Valparaíso-tidningen El Mercurio, 6 augusti 1906. Kapten Middleton fick stark kritik de följande dagarna, och klassades som " okunnig och obskyr."

## Jordbävningens karaktär

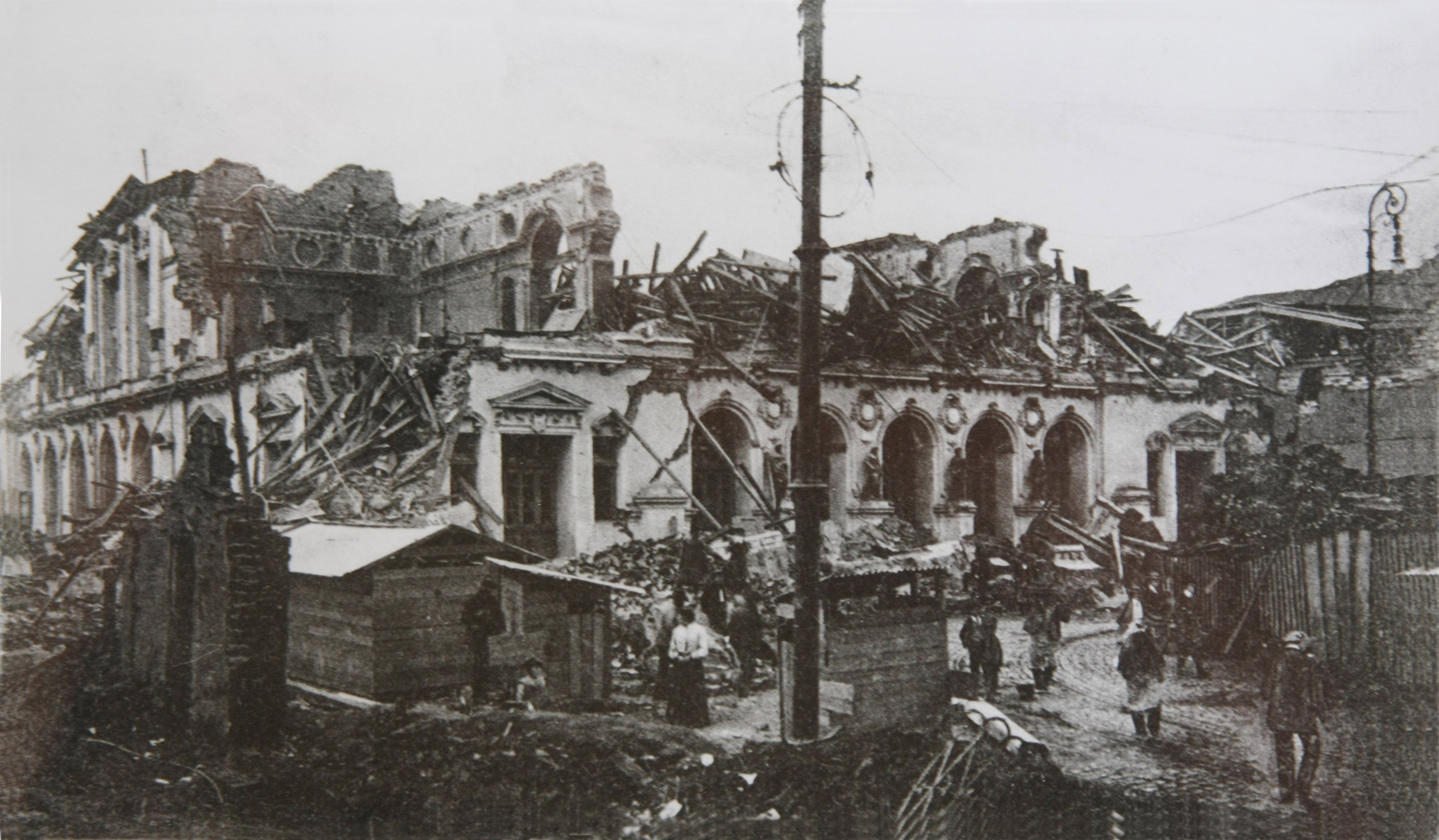
Teatro de la Victoria (Victoriateatern), efter jordbävningen.

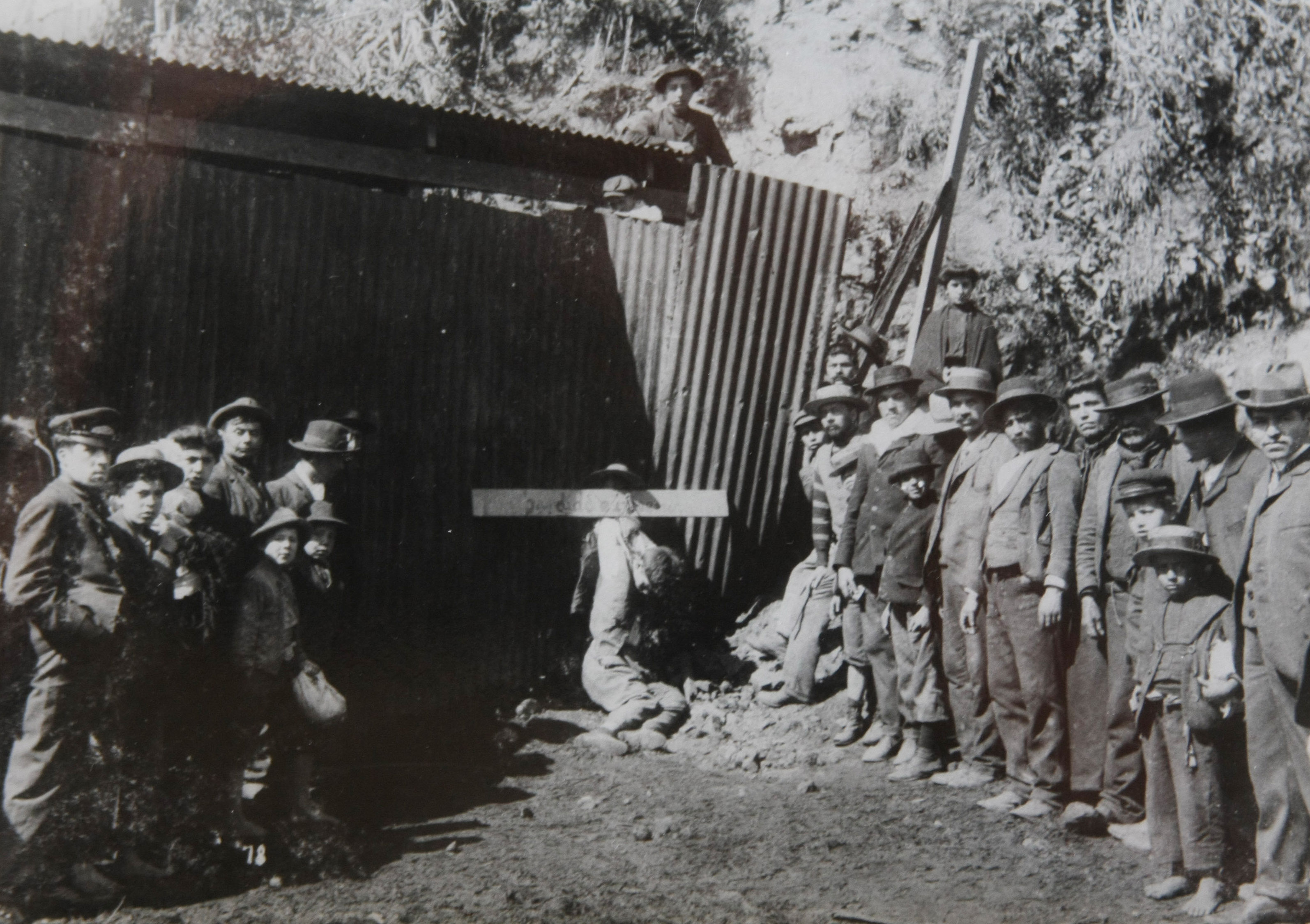
Plundrare blev skjutna av myndigheterna.

Den 16 augusti 1906 klockan 19:55 lokal tid, då de flesta chilenarna åt middag, hördes ett ljud från underjorden, och innan det var över, inträffade det första skalvet, som varade i cirka fyra minuter. Andra skalvet inträffade klockan 20:06 och, även om det varade i bara två minuter, var det mycket häftigare. Flera efterskalv inträffade: minst 56 av dem inträffade de 24 första timmarna efter de första skalven.
Magnituden har uppskattats till 8,4 ML, 8,2 MW eller MS = 8,2–8,3
Data tyder på att jordbävningen förmodligen inträffade längsmed ett subduktiongränssnitt. Modellering av en tsunami med källparametrar visar att jordbävningens ursprung var transpacifiska tsunamis samma dag i Hawaii och Japan, i stället för jordbävningen vid Aleuterna 1906 som inträffade samma dag.
30-sekundersgapet mellan jordbävningarna vid Aleuterna och Chile antas inte ha några samband.

## Skador
Jordbävningen orsakade stora skador i centrala Chile, från Illapel till Talca. Bränder med stor förstörelse drabbade El Almendral (från Plaza de la Victoria till Cerro Barón), Mercado Cardonal, Teatro de la Victoria (Victoriateatern), Intendencia, sjöfartsstyrelsen vid Sotomayortorget och hamnen.
Jordbävningen kändes också i Santiago de Chile. Tidningen El Mercurio skrev den 17 augusti att "jordbävningen startade våldsamt, och skapade en obeskrivlig panik bland invånarna i Santiago de Chile. Två- och trevåningshus, även sådana som nationalkongressen, gungade som fartyg på sjön. Skakningarna var så starka att många trodde att marken skulle öppna sig i djupa och långa sprickor.".
Enligt Chiles universitet, dödades 282 personer. Över 20 000 personer skadades.
Den 19 augusti 1906 utsågs amiral Gómez Carreño till chef och han gav från ett tält vid Plaza de La Victoria order att dela ut vatten och mat, avlägsnanade av liken och rivning av byggnader som riskerade att kollapsa, . Amiral Gómez gav också order att skjuta minst 15 personer som begått brott efter skalvet.

## Hjälpinsatser och konsekvenser
Trots tillståndet i staden organiserade myndigheterna sig själva i hjälpinsatsgrupper. Brandsoldater från andra städer i Chile, som Santiago de Chile, Concepción och Talcahuano, begav sig till Valparaíso för att hjälpa den lokala brandkåren. Fysikern José Grossi försökte motarbeta skadorna som följt jordbävningen.
Den 25 augusti kom Chiles president Germán Riesco och tillträdande president Pedro Montt till Valparaíso. De färdades med tåg, till fots eller häst för att kartlägga omfattningen av katastrofen.
Några veckor efter jordbävningen bildades en återuppbyggnadskommitté, som använde insamlade pengar från andra länder.
1906 bildades Chiles seismologiska institut. Dess förste chef var Fernand de Montessus de Ballore.

### Fotnoter
1. 1 2 3 4  ”Gómez Carreño, el "sheriff" que controló Valparaíso en el sismo de 1906.” (på spanska). La Tercera. Arkiverad från originalet den 23 juli 2011. https://web.archive.org/web/20110723233935/http://latercera.com/contenido/1453_230311_9.shtml. Läst 11 oktober 2010.
2. ↑  Korrat, I. and R. Madariaga. "Rupture of the Valpariso (Chile) Gap from 1971-1985" in Earthquake Source Mechanics, p. 251.
3. ↑  USGS (8 oktober 2010). ”Magnitude 8.8 – Offshore Maule, Chile”. Arkiverad från originalet den 1 mars 2010. https://web.archive.org/web/20100301114502/http://earthquake.usgs.gov/earthquakes/eqinthenews/2010/us2010tfan/. Läst 15 oktober 2010.
4. ↑  ”Materialismo sísmico (y 2)” (på spanska). El Mercurio. 5 juni 2010. http://diario.elmercurio.cl/detalle/index.asp?id={87680ded-8f54-459b-84b5-0cbfa1dc7b4d}. Läst 11 oktober 2010.
5. 1 2  ”"Materialismo sísmico"” (på spanska). El Mercurio. 29 maj 2010. http://www.mer.cl/modulos/generacion/mobileASP/detailNew.asp?idNoticia=C38954220100529&strNamePage=SAPRO038201005291H.SWF&codCuerpo=745&codRev=889&iNumPag=038&strFecha=2010-05-29&iPage=1&tipoPantalla=. Läst 11 oktober 2010.
6. 1 2  ”La catástrofe del 16 de agosto de 1906 en Chile.” (på spanska). Memoria Chilena. http://www.memoriachilena.cl/archivos2/pdfs/MC0000522.pdf. Läst 11 oktober 2010.
7. 1 2 3  ”Earthquakes with 1,000 or More Deaths since 1900”. United States Geological Survey. Arkiverad från originalet den 14 januari 2013. https://web.archive.org/web/20130114225331/http://earthquake.usgs.gov/earthquakes/world/world_deaths.php. Läst 11 oktober 2010.
8. ↑  ”Los terremotos en Chile (1570-1985)” (på spanska). Memoria Chilena. http://www.memoriachilena.cl/temas/dest.asp?id=terremotosvalparaiso. Läst 11 oktober 2010.
9. ↑  ”Sismos Importantes y&o Destructivos (1570 - Mayo 2005)” (på spanska). Servicio Sismológico de la Universidad de Chile. Arkiverad från originalet den 7 oktober 2010. https://web.archive.org/web/20101007100321/http://ssn.dgf.uchile.cl/seismo.html. Läst 11 oktober 2010.
10. 1 2  Okal, E.A. (11 mars 2005). ”A re-evaluation of the great Aleutian and Chilean earthquakes of 1906 August 17”. Geophysical Journal International "161":  ss. 268–282. doi:10.1111/j.1365-246X.2005.02582.x. http://articles.adsabs.harvard.edu/cgi-bin/nph-iarticle_query?db_key=AST&bibcode=2005GeoJI.161..268O&letter=0&classic=YES&defaultprint=YES&whole_paper=YES&page=268&epage=268&send=Send+PDF&filetype=.pdf. Läst 14 oktober 2010.
11. 1 2  ”Valparaíso: las tragedias que marcaron su identidad” (på spanska). Ciudad de Vaparaíso. Arkiverad från originalet den 7 juli 2011. https://web.archive.org/web/20110707010634/http://www.ciudaddevalparaiso.cl/inicio/patrimonio_historia_sxxi.php?id_hito=14. Läst 11 oktober 2010.
12. 1 2  ”El terremoto del Centenario.” (på spanska). Diario el Día. Arkiverad från originalet den 7 juli 2011. https://web.archive.org/web/20110707010640/http://www.diarioeldia.cl/index.php?option=com_content&task=view&id=38371&Itemid=177. Läst 11 oktober 2010.
13. ↑  Ponce, Galvarino. ”La jornada del hambre” (på spanska). Arkiverad från originalet den 7 juli 2011. https://web.archive.org/web/20110707005848/http://www.bomberil.cl/varios/viaje.htm. Läst 11 oktober 2010.
14. ↑  ”La noche en que Valparaíso se desplomó” (på spanska). El Mercurio. 30 juli 2006. http://diario.elmercurio.cl/detalle/index.asp?id={02794789-2639-4bee-a4c4-bb18e7c20759}. Läst 11 oktober 2010.
15. ↑  ”Terremoto Valparaíso” (på spanska). Memoria Chilena. http://www.memoriachilena.cl/temas/dest.asp?id=terremotosvalparaiso. Läst 16 oktober 2010.
16. ↑  ”Fernand de Montessus de Ballore Primer Director del Servicio Sismológico, 1908 – 1923” (på spanska). Seismological Service of Chile. 11 mars 2006. Arkiverad från originalet den 28 februari 2013. https://www.webcitation.org/6El14oBeE?url=http://www.dgf.uchile.cl/montessus/valparaiso.html. Läst 11 oktober 2010.